# ベロー・ウッド (強襲揚陸艦)
ベロー・ウッド (USS Belleau Wood, LHA-3) は、アメリカ海軍の強襲揚陸艦。タラワ級強襲揚陸艦の3番艦。艦名は第一次世界大戦においてアメリカ海兵隊がドイツ軍と激戦を繰り広げたベロー・ウッドの戦いに因む。その名を持つ艦としては2隻目。
ベロー・ウッドは、従来強襲揚陸艦・ドック型揚陸艦・ドック型輸送揚陸艦・貨物揚陸艦の4種の揚陸艦がそれぞれ担っていた機能をひとつにまとめた揚陸艦である。海兵隊の一個上陸大隊ならびにその装備を揚陸させる能力を持っていた。

## 艦歴
1973年3月5日ミシシッピ州パスカグーラのインガルス造船所にて起工、1977年4月11日に進水。艦長T・C・スティール大佐の指揮下1978年9月23日に就役した。10月にサンディエゴ海軍基地を母港とし、翌1979年からハワイ沖で本格運用が開始された。1979年前半にロングビーチ海軍造船所に入渠、機関のオーバーホールが行われた。
ベロー・ウッドは1981年1月に最初の展開を行う。150名のベトナム人避難民を救助し、乗組員は人道支援章を受章した。この展開では3度の大規模演習と8度の港湾訪問が行われた。その後8月にサンディエゴに帰還した。
1982年8月にベロー・ウッドは2度目の展開を始める。Jade Tiger 83 を含む4度の大規模揚陸演習に参加した。3度目の配備は1984年1月から7月まで行われ、その後ピュージェット・サウンド海軍造船所で11ヶ月に及ぶ広範囲オーバーホールが行われた。
1987年1月に4度目の展開を行う。第二次世界大戦以来アリューシャン列島で初めて行われた冬季揚陸演習を含む4度の大規模演習に参加し、AV-8B ハリアー垂直離着陸機を導入した。また同年、航空機運用の安全性に対してフラットレー提督記念章を受章した。
1989年1月、ベロー・ウッドは西太平洋に出航し、続く5ヶ月間で韓国での演習、チームスピリット89およびフィリピン、韓国での演習ヴァリアント・アッシャーに参加した。1989年10月4日にはアメリカ合衆国を訪問したソ連の国防大臣が乗艦した。
ベロー・ウッドは2005年10月28日に退役した。その後リムパック06の標的艦としてハワイ沖で2006年7月13日に海没処分された。